# Peter Falkai
Peter Gaston Falkai (* 13. November 1961 in Köln) ist ein deutscher Psychiater, Psychotherapeut, Professor und Autor. Er ist Direktor der Klinik für Psychiatrie und Psychotherapie an der Ludwig-Maximilians-Universität und der Neurobiobank München und war von 2021 bis 2023 Präsident der European Psychiatric Association (EPA). Von 2007 bis 2010 war er Präsident der Deutschen Gesellschaft für Biologische Psychiatrie (DGBP) und von 2011 bis 2012 Präsident der Deutschen Gesellschaft für Psychiatrie und Psychotherapie, Psychosomatik und Nervenheilkunde (DGPPN). Seine Forschungsschwerpunkte liegen auf Entstehung und Therapie von psychotischen Störungen, hauptsächlich der Schizophrenie.

## Leben
Peter Falkai wurde am 13. November 1961 in Köln geboren. Sein Medizinstudium begann 1981 an der Heinrich-Heine-Universität in Düsseldorf. Sein frühes Interesse für die grundlegenden neurobiologischen Ursachen von Schizophrenie spiegelte sich auch 1987 in seiner Promotionsarbeit Zytoarchitektonische Basis der Hippokampusatrophie bei Schizophrenie wider. Vor Abschluss seines Studiums absolvierte er ein Forschungsjahr in London bei  T.J. Crow, wobei der Schwerpunkt auf Ätiologie und Pathogenese (Ursache und Entstehung) schizophrener Psychosen lag.
Von 1987 bis 1993 arbeitete er als Assistenzarzt an der Klinik für Psychiatrie und Psychotherapie der Heinrich-Heine-Universität und wurde 1992 als Facharzt für Psychiatrie anerkannt, woraufhin er die Leitung des neurobiologischen Labors übernahm.
1995 habilitierte er sich in Düsseldorf mit der Arbeit Gestörte Cerebrale Asymmetrie und Schizophrenie  und wurde 1996 als C3-Professor für medizinische Psychologie und Psychopathologie an die Universität Bonn berufen und übte bis 2002 das Amt des Direktors der Abteilung für Medizinpsychologie und des leitenden Oberarztes der Klinik für Psychiatrie und Psychotherapie aus. Daraufhin ging er an die Universität des Saarlandes nach Homburg als Professor für Psychiatrie und Psychotherapie und als Nachfolger von Klaus Wanke Direktor der Klinik für Psychiatrie und Psychotherapie des Universitätsklinikums. Er initiierte ein Früherkennungs- und Therapiezentrum für psychotische Störungen, 2004 wurde er Direktor des Institutes für Psychoanalyse, Psychotherapie und Psychosomatische Medizin.
2007 beerbte er Eckart Rüther, neunzehn Jahre Direktor der Abteilung Psychiatrie und Psychotherapie der Universitätsmedizin Göttingen, in seinem Amt. Im selben Jahr wurde er Mitglied in der Deutschen Akademie der Naturforscher Leopoldina. 2011, noch in Göttingen, wurde er für ein Jahr zum Präsidenten der Deutschen Gesellschaft für Psychiatrie und Psychotherapie, Psychosomatik und Nervenheilkunde (DGPPN) ernannt. 2012 wurde er schließlich Direktor der Klinik für Psychiatrie und Psychotherapie an der Ludwig-Maximilians-Universität in München, 2014 zusätzlich Leiter der Neurobiobank am Zentrum für Neuropathologie und Prionforschung.
2013 bis 2015 war er Vorstandsmitglied des Neuroscience and Mental Health Board des UK Medical Research Council. Seit 2013 ist er Sektionsvorstand im Bereich der Nationalen Psychiatriegesellschaften (NPAs) der European Psychiatric Association (EPA). Am 12. April 2021 wurde er für zwei Jahre zum Präsidenten der EPA befördert.
Peter Falkai ist Standortsprecher im Deutschen Zentrum für Psychische Gesundheit.

## Auszeichnungen
- 2025: Mitglied der Bayerischen Akademie der Wissenschaften
- 2022: Wagner-Jauregg-Medaille
- 2015: Kurt-Schneider-Preis
- 2004: Kraepelin-Forschungspreis (gemeinsam mit Rainer Rupprecht)
- 1994–2006: Stanley Award Center Grant
- 1994 Young investigator award for schizophrenia research, VII. biennial winter workshop on schizophrenia, Les Diableret, Schweiz
- 1992: Young investigator award for schizophrenia research, VI biennial winter workshop on schizophrenia, Bad Gastein, Österreich
- 1991: Award to attend the workshop of the International School of Neuroscience, Fidia Foundation, Italien
- 1990: Young investigator award for schizophrenia research, V. biennial winter workshop on schizophrenia, Bad Gastein, Österreich
- 1989: Stanley Foundation award for schizophrenia research
- 1989: Young investigator award for schizophrenia research, San Diego, USA

## Werke
- Praxishandbuch Schizophrenie: Diagnostik – Therapie – Versorgungsstrukturen, 2. Ausgabe, 2019 (Co-Autor: Alkomiet Hasan).
- Praxishandbuch Schizophrenie: Diagnostik – Therapie – Versorgungsstrukturen, 2016 (Co-Autor: Thomas Becker).
- Gedächtnisstörungen: Diagnostik und Rehabilitation, 2014 (Co-Autor: Thorsten Bartsch; Leseprobe).
- Schizophrenie auf einen Blick, 2003, Georg Thieme Verlag (Leseprobe).
- Duale Reihe Psychiatrie, Psychotherapie und Psychosomatik, 7. Auflage, 2021, Georg Thieme Verlag (Co-Autoren: Gerd Laux, Arno Deister, Hans-Jürgen Möller)